# 斯特里扎夫卡 (文尼察州)
49°18′44″N 28°28′51″E / 49.31222°N 28.48083°E

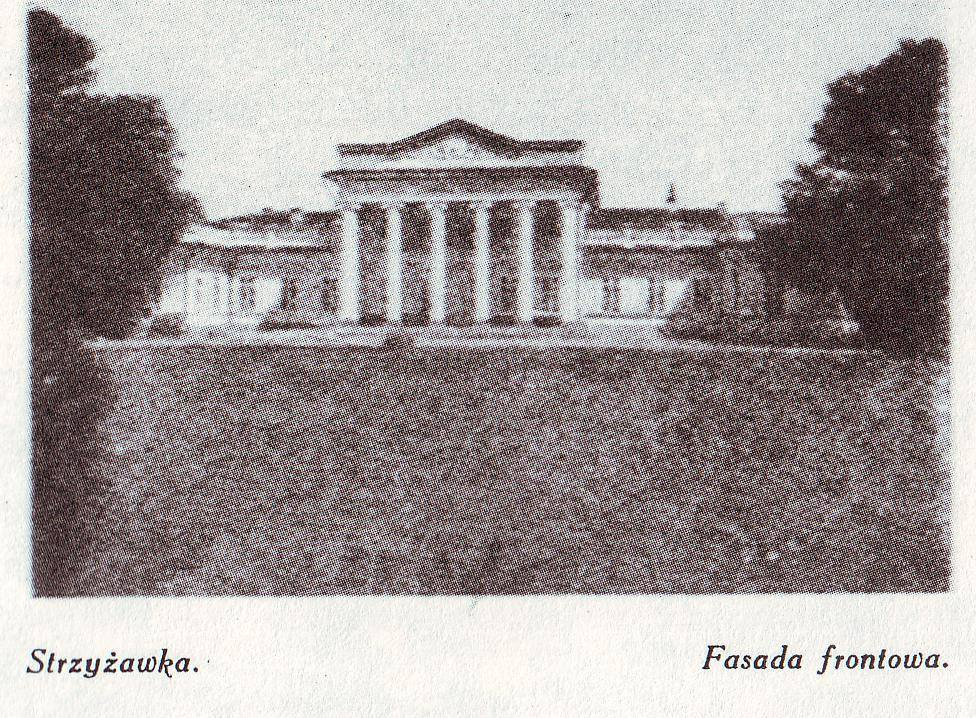
老照片

斯特里扎夫卡（羅馬化：Stryzhavka）是烏克蘭西部文尼察州文尼察區斯特里扎夫卡市镇内的鎮及該市鎮之行政中心。始建於1552年，面積7.1平方公里，海拔高度234米，2022年人口估计为9,000，人口密度每平方公里1,249.1人。